# 1940 год в театре
1940 год в театре

## Яркие постановки
- В Ленинграде в Театре комедии состоялась премьера первой постановки по пьесе Евгения Шварца «Тень». Режиссёр Николай Акимов.

## Персоналии

### Родились
- 2 января — Сталина Азаматова, советская балерина, заслуженная артистка Таджикской ССР.
- 18 февраля — Гурам Николаевич Пирцхалава, советский и грузинский актёр театра и кино.
- 3 марта — Георгий Мартынюк, советский и российский актёр театра и кино.
- 30 марта — Валерий Ефремович Никитенко, советский и российский актёр театра и кино, заслуженный артист РСФСР.
- 18 апреля — Владимир Васильев, артист балета, балетмейстер, хореограф, театральный режиссёр и актёр, педагог; народный артист СССР.
- 25 апреля — Михаил Кононов, советский и российский актёр театра и кино, заслуженный артист РСФСР (1989), народный артист России (2000).
- 26 апреля — Глеб Борисович Дроздов, советский и российский театральный режиссёр, народный артист РСФСР (1982).
- 11 мая — Жанна Прохоренко, советская и российская актриса театра и кино, народная артистка РСФСР (1988).
- 20 июня — Людмила Васильевна Марченко, советская и российская актриса театра и кино.
- 27 июня — Борис Алексеевич Хмельницкий, советский и российский актёр театра и кино, народный артист России.
- 13 июля — Патрик Стюарт, британский актёр театра, кино и телевидения, один из основных актёров Королевской шекспировской труппы.
- 10 августа --- Вениамин Борисович Смехов, советский и российский актёр театра и кино, режиссёр, сценарист, литератор.
- 18 августа — Галина Михайловна Соколова, советская, российская актриса и поэтесса, заслуженная артистка России.
- 6 сентября — Юозас Будрайтис, советский и литовский актёр театра и кино.
- 26 сентября — Людмила Максакова, советская и российская актриса театра и кино, народная артистка РСФСР.
- 6 октября — Виктор Павлов, советский и российский актёр театра и кино.
- 9 октября — Валерий Носик, советский актёр театра и кино.
- 23 октября — Александр Январёв, советский актёр театра и кино.
- 21 ноября — Наталия Романовна Макарова, балерина, балетмейстер, актриса и продюсер, заслуженная артистка РСФСР (1969).

### Скончались
- 2 февраля - Всеволод Эмильевич Мейерхольд, российский и советский режиссёр и актёр, народный артист Республики (1923), представитель символизма.
- 27 января — Исаак Эммануилович Бабель, советский писатель и драматург.
- июнь — Яков Васильевич Орлов-Чужбинин, русский советский актёр, Заслуженный артист Республики (1927).